# Associazione Calcio Gozzano 2018-2019
Questa voce raccoglie le informazioni riguardanti l'Associazione Calcio Gozzano nelle competizioni ufficiali della stagione 2018-2019.

## Stagione
La vittoria nel girone A della Serie D 2017-2018 porta il Gozzano per la prima volta nel calcio professionistico.
In vista del debutto in Serie C l'organigramma amministrativo viene sostanzialmente riconfermato (salvo il passaggio di Mauro Lesina alla direzione generale e di Giacomo Diciannove alla carica di consigliere) e integrato da nuove nomine (al segretariato generale arriva Filippo Marra Cutrupi e alla direzione marketing Stefano Rea). Si registra poi l’addio al calcio giocato del capitano Manuel Lunardon, che entra nei quadri dirigenziali gozzanesi col ruolo di team manager, e del portiere Matteo Donetti, che diventa tecnico del settore giovanile. Il club viene quindi trasformato in società a responsabilità limitata, recuperando il nome storico Associazione Calcio Gozzano.
Sempre al fine di ottemperare alle necessità professionistiche, la società provvede altresì a rafforzare le attività formative e di base: il 3 luglio 2018 viene pertanto stretto un accordo di collaborazione con l'Associazione Sportiva Dilettantistica 1924 Suno F.C.D. (società limitrofa di solo vivaio, affiliata all'Inter), le cui squadre militanti nei campionati giovanili nazionali vanno ad ampliare il bacino di nuovi giocatori passibili d'inserimento nella trafila della cantera gozzanese.
Il debutto tra i "pro" mette inoltre all'ordine del giorno un problema infrastrutturale: lo stadio Alfredo d'Albertas, storica sede delle gare interne del Gozzano, è infatti troppo piccolo per gli standard dei campionati di prima fascia, che mai fino ad allora aveva ospitato. La sinergia tra club, comune di Gozzano e Regione Piemonte riesce però a racimolare i fondi necessari per la ristrutturazione del campo, in attesa della quale i rossoblù si spostano momentaneamente in un terreno neutro, che dopo alcune valutazioni viene individuato nello stadio Silvio Piola di Vercelli.
Il calciomercato vede la squadra mutare sensibilmente: si segnala in particolare il simultaneo passaggio al Lecco dei giocatori Capogna, Segato, Carboni e Pérez, mentre Gaeta si accasa al Chieri. Tra le conferme spiccano quelle dell'attaccante Messias, dei difensori Petris ed Emiliano (con quest’ultimo che rileva la fascia di capitano), dei centrocampisti Guitto ed Evans e del portiere Gilli. In entrata invece risaltano gli innesti di tre giocatori d'esperienza: il difensore Francesco Bini dal Piacenza, il portiere Angelo Casadei dall'Avellino e l'attaccante Emanuele Testardi (che però viene svincolato dopo poche settimane) dal Crema. A completare il tutto vengono prelevati alcuni elementi dalle selezioni giovanili.
Per quanto concerne la parte tecnica, mister Marco Gaburro sceglie di restare in Serie D e (insieme ai quattro summenzionati giocatori) passa al Lecco, portando con sé il collaboratore Giambattista Boffetti: in sua sostituzione arriva dalla Recanatese l'allenatore Antonio Soda, che torna così a guidare una squadra professionistica dopo sette stagioni. Con lui vengono ingaggiati il vice Carlo Caramelli (dal Montecatini) e il preparatore dei portieri Renzo Sottile (dal Casale); il resto dello staff in carica viene riconfermato.
L'esordio pubblico del primo Gozzano "professionistico" avviene il 14 luglio 2018 a Carciato, ove i rossoblù vengono sconfitti in amichevole dal Napoli per 4-0. L'incertezza in merito alle squadre iscritte ai campionati maggiori (tra fallimenti, ricorsi incrociati, proposte di riforma e richieste di riammissione) fa tuttavia slittare la prima gara ufficiale, che viene disputata il successivo 12 agosto contro la Pro Patria, ai fini della Coppa Italia di Serie C: il confronto si risolve in un pareggio per 2-2. Il ritorno, giocato a Vercelli due settimane dopo, termina 1-1, dando accesso ai cusiani alla fase a eliminazione diretta.
L'11 settembre i rossoblù vengono inquadrati nel girone A del campionato di terza serie, insieme a tutte le altre squadre piemontesi iscritte a tale livello. L'esordio in terza serie arriva quindi a stretto giro il 17 settembre: sul terreno neutro dello stadio di Novara (scelto in virtù della temporanea indisponibilità del prescelto campo vercellese) i cusiani passano inizialmente in vantaggio contro la Virtus Entella, ma vengono poi rimontati e sconfitti per 1-3. Nello scorcio stagionale iniziale il Gozzano tende ad attestarsi nella parte bassa della classifica, palesando in particolare uno scarso rendimento difensivo e frequenti azioni da goal concesse agli avversari a seguito di distrazioni e sbandamenti.
Dopo nove giornate risoltesi in cinque pareggi e quattro sconfitte, la prima vittoria tra i "pro" (arrivata il 4 novembre contro la Siena, uscita sconfitta per 2-1 dallo stadio di Vercelli) dà inizio a una nuova fase per i rossoblù, che centrano in successione altre due affermazioni e vedono complessivamente migliorare il proprio rendimento, soprattutto in fase difensiva. In tal modo (e complici anche le penalizzazioni comminate ad altre squadre) il Gozzano risale verso metà classifica e distacca la zona play-out: al termine del girone d'andata i rossoblù (pur con la classifica ancora falsata da molte gare da recuperare per varie squadre) sono dodicesimi con 21 punti all'attivo, evidenziando poi un rendimento migliore in trasferta (ove restano imbattuti fino alla 22ª giornata) che in casa. Complice il calciomercato invernale (che registra la partenza del "perno" di centrocampo Mattia Rolando Eugio e la cessione dei cartellini di giocatori talentuosi come Junior Messias, Jeremy Petris e Jean Lambert Evan's, che pur rimanendo al Gozzano fino a fine stagione vengono rilevati dal Crotone) e alcuni infortuni (su tutti quello del difensore Francesco Bini, che alla 18ª giornata si rompe il legamento crociato), la squadra cala di forma nel girone di ritorno, ove arrivano due sole vittorie (delle quali una a tavolino a seguito della radiazione del Pro Piacenza: il distacco accumulato rispetto a fondo classifica del girone A risulta però sufficiente a non rischiare mai davvero la zona playout, sicché la salvezza viene matematicamente conseguita con tre giornate d'anticipo sulla fine della stagione regolare.
Il cammino in Coppa Italia Serie C vede invece i cusiani eliminare ai sedicesimi di finale il Renate ai calci di rigore e l'AlbinoLeffe agli ottavi: la squadra esce però ai quarti per mano del L.R. Vicenza.
Nel mese di gennaio 2019 il direttore sportivo Casella si dimette per assumere analogo incarico nel Carpi.

## Divise e sponsor
Per la stagione 2018-2019 l'unico sponsor di maglia è FAR Rubinetterie S.p.A. (azienda di proprietà del presidente onorario Alberto Allesina), il cui logo appare sia in mezzo al torso che sul basso dorso.
L'abbigliamento tecnico usato per gran parte del campionato è ricavato dal catalogo Joma, senza particolari modifiche.
- La prima maglia rompe con la tradizione cusiana, che prevede perlopiù l'uso di template partiti nei colori sociali: essa è infatti in gran parte blu notte, col rosso relegato agli inserti sulla parte superiore delle maniche, che si estendono ad abbracciare spalle e zona scapolare con tecnica raglan; numeri e personalizzazioni sono applicati in bianco. Ad essa si abbinano pantaloncini e calzettoni blu con dettagli bianchi[21].
- La seconda maglia (del tutto analoga a quella in uso nel 2017-2018) è bianca, solcata sul petto da un pannello asimmetricamente diviso da una linea diagonale in due metà (una rossa, l'altra blu). Rossi sono altresì i risvolti (maniche e colletto), mentre le personalizzazioni sono applicate in blu. Bianchi sono pure i calzoncini (rifiniti in blu e rosso) e le calze[22].
- Immutata rispetto all'anno precedente è anche la terza divisa, che consiste in un completo (maglia, pantaloncini, calze) verde erba, con minimi inserti bianchi (stesso colore delle personalizzazioni) e un tocco di verde differentemente gradato attorno a spalle e colletto.

| Casa | Trasferta | Terza divisa |

 
Nelle ultime gare stagionali sono subentrate delle nuove divise, personalizzate nel design dal grafico Donato Zanolo, sempre a partire da materiali Joma.
- La prima maglia è conforme alla tradizione cusiana: partita di rosso e blu sia sul torso che sul dorso. Ad essa si abbinano pantaloncini e calzettoni blu, rifiniti con personalizzazioni bianche.
- La seconda maglia è perlopiù bianca, solcata sul torso da una larga sbarra a striscioline rosse e blu, che sfuma centralmente in corrispondenza della patch dello sponsor. Le maniche sono raglan (una in rosso l'altra in blu), mentre le personalizzazioni sono applicate in rosso. Bianchi sono pure i calzoncini e le calze, a loro volta personalizzati in rosso.
- La terza divisa consiste in un completo (maglia, pantaloncini, calze) verde: il fronte della casacca è solcato da piccoli scaglioni di colore più chiaro, che sfumano verso il basso fino a scomparire nel verde "base". Il colletto e le personalizzazioni sono di colore bianco.

Sul torso di tutte e tre le maglie, in basso a destra, è inoltre applicato in inchiostro sublimatico grigio il disegno stilizzato del "guerriero spartano", mutuato dalla simbologia del gruppo ultras gozzanese Briganti.
 
| Casa | Trasferta | Terza divisa |

 

È inoltre accaduto che, in determinate circostanze, la squadra abbia giocato indossando completi non cromaticamente abbinati.

## Organigramma societario
Area direttiva
- Presidente e membro CDA: Fabrizio Leonardi
- Presidente onorario: Alberto Allesina
- Vice presidente e membro CDA: Bruno Bacchetta
- Direttore generale: Mauro Lesina
- Responsabile della gestione e membro CDA: Giacomo Diciannove
- Segretario generale: Filippo Marra Cutrupi
- Segretario amministrativo: Sergio Zanetta
- Responsabile marketing: Stefano Rea
- Responsabile impianti e membro CDA: Sergio Bracchi
- Membro CDA: Cristina Allesina
- Contabile: Floriana Anchisi
- Responsabile comunicazione: Anita Zanetta

Area tecnica
- Direttore sportivo: Alex Casella (fino al 16 gennaio 2019[1])
- Team manager: Manuel Tommaso Lunardon
- Allenatore: Antonio Soda
- Allenatore in seconda: Carlo Caramelli
- Preparatore atletico: Costantino Iannacone
- Preparatore dei portieri: Renzo Sottile
- Match analyst: Gianpaolo Ermolli

 
Area sanitaria
- Medico responsabile: Chiara Airoldi
- Massaggiatore: Carlo Covellone

 
Area logistica
- Mario Cerutti - Magazziniere
- Sergio Taglieri - Magazziniere

## Rosa
In corsivo i giocatori che hanno lasciato la società a stagione in corso. Aggiornata al 27 aprile 2019.
| N. |                    | Ruolo | Calciatore                  |
| -- | ------------------ | ----- | --------------------------- |
| 1  | Italia (bandiera)  | P     | Vittorio Gilli              |
| 2  | Italia (bandiera)  | C     | Luca Antonioli              |
| 3  | Senegal (bandiera) | C     | Mouhamed Bachir Mané        |
| 4  | Italia (bandiera)  | D     | Abel Gigli                  |
| 5  | Italia (bandiera)  | C     | Roberto Guitto              |
| 6  | Italia (bandiera)  | D     | Samuele Emiliano (capitano) |
| 7  | Francia (bandiera) | D     | Jeremy Petris               |
| 8  | Italia (bandiera)  | C     | Paolo Romeo                 |
| 9  | Italia (bandiera)  | A     | Emanuele Testardi           |
| 9  | Italia (bandiera)  | A     | Cristian Carletti           |
| 10 | Brasile (bandiera) | A     | Junior Messias              |
| 11 | Italia (bandiera)  | C     | Nicolò Palazzolo            |
| 13 | Italia (bandiera)  | D     | Mattia Gioria               |
| 14 | Italia (bandiera)  | C     | Alessio Salvestroni         |
| 15 | Italia (bandiera)  | C     | Giovanni Graziano           |
| 16 | Italia (bandiera)  | C     | Diego Acunzo                |
| 17 | Italia (bandiera)  | A     | Giovanni Bruzzaniti         |
| 18 | Italia (bandiera)  | D     | Nicolò Tordini              |
| 19 | Italia (bandiera)  | A     | Mattia Rolando Eugio        |

| N. |                    | Ruolo | Calciatore              |
| -- | ------------------ | ----- | ----------------------- |
| 19 | Italia (bandiera)  | C     | Andrea Addiego Mobilio  |
| 20 | Italia (bandiera)  | D     | Mattia Tumminelli       |
| 21 | Italia (bandiera)  | C     | Riccardo Gemelli        |
| 22 | Italia (bandiera)  | P     | Jacopo Viola            |
| 23 | Italia (bandiera)  | D     | Francesco Bini          |
| 24 | Italia (bandiera)  | D     | Francesco Rizzo         |
| 25 | Italia (bandiera)  | D     | Lorenzo Grossi          |
| 26 | Francia (bandiera) | D     | Jean Lambert Evan's     |
| 27 | Italia (bandiera)  | C     | Michael Venturi         |
| 28 | Italia (bandiera)  | A     | Alex Rolfini            |
| 29 | Italia (bandiera)  | A     | Alberto Libertazzi      |
| 30 | Italia (bandiera)  | C     | Riccardo Secondo        |
| 31 | Francia (bandiera) | D     | Jérémy Corinus          |
| 31 | Italia (bandiera)  | A     | Nicolò Bruschi          |
| 32 | Italia (bandiera)  | C     | Gianluca Sampietro      |
| 33 | Italia (bandiera)  | P     | Angelo Casadei          |
| 34 | Italia (bandiera)  | P     | Riccardo Brugnoni       |
| 38 | Italia (bandiera)  | D     | Massimiliano Mangraviti |

## Calciomercato

### Sessione estiva
| Acquisti         | Acquisti             | Acquisti                  | Acquisti      |
| R.               | Nome                 | da                        | Modalità      |
| ---------------- | -------------------- | ------------------------- | ------------- |
| P                | Riccardo Brugnoni    | Vibonese                  | definitivo    |
| P                | Angelo Casadei       | Avellino                  | definitivo    |
| D                | Francesco Bini       | Piacenza                  | definitivo    |
| D                | Jérémy Corinus       | Amiens B                  | definitivo    |
| D                | Lorenzo Grossi       | Pro Vercelli              | prestito      |
| D                | Francesco Rizzo      | Sarnese                   | definitivo    |
| D                | Mattia Tumminelli    | Acireale                  | definitivo    |
| C                | Diego Acunzo         | Bari                      | definitivo    |
| C                | Luca Antonioli       | Borgomanero               | definitivo    |
| C                | Giovanni Graziano    | Torino                    | definitivo    |
| C                | Mouhamed Bachir Mané | Carpi                     | prestito      |
| C                | Nicolò Palazzolo     | Varese                    | definitivo    |
| C                | Alessio Salvestroni  | Arezzo                    | definitivo    |
| C                | Riccardo Secondo     | Pro Vercelli              | prestito      |
| A                | Cristian Carletti    | Carpi                     | prestito      |
| A                | Mattia Rolando Eugio | Caronnese                 | definitivo    |
| A                | Alex Rolfini         | Carpi                     | prestito      |
| A                | Emanuele Testardi    | Crema                     | definitivo    |
| Altre operazioni |                      |                           |               |
| R.               | Nome                 | da                        | Modalità      |
| D                | Mattia Gioria        | Virtus Entella            | definitivo    |
| D                | Alessandro Ottina    | Città di Verbania         | fine prestito |
| D                | Isuf Pici            | Città di Verbania         | fine prestito |
| C                | Normann Anibri       | Derthona                  | fine prestito |
| C                | Alessandro Mutti     | Derthona                  | definitivo    |
| C                | Marco Scaramozza     | Città di Verbania         | fine prestito |
| A                | Adriano Qosaj        | Fomarco Don Bosco Pievese | fine prestito |

| Cessioni         | Cessioni                 | Cessioni           | Cessioni      |
| R.               | Nome                     | a                  | Modalità      |
| ---------------- | ------------------------ | ------------------ | ------------- |
| P                | Marco Gattone            | Verbania           | definitivo    |
| D                | Zakaria Bouchbika        | Verbania           | definitivo    |
| D                | Fabrizio Carboni         | Lecco              | definitivo    |
| D                | Vladimir Michaijlovs'kij | Avellino           | definitivo    |
| C                | Alessandro Rogora        | Romentinese Cerano | ?             |
| C                | Nicola Segato            | Lecco              | definitivo    |
| C                | Riccardo Vono            | Sondrio            | prestito      |
| A                | Riccardo Capogna         | Lecco              | definitivo    |
| A                | Marco Gaeta              | Chieri             | definitivo    |
| A                | Axel Gulin               | Arconatese         | definitivo    |
| A                | Guille Pérez             | Lecco              | definitivo    |
| A                | Alessio Usei             | Arona              | definitivo    |
| Altre operazioni |                          |                    |               |
| R.               | Nome                     | a                  | Modalità      |
| P                | Matteo Donetti           | fine carriera      |               |
| D                | Matteo Di Giovanni       | Novara             | fine prestito |
| D                | Mattia Gioria            | Bari               | prestito      |
| D                | Mario Noce               | Catania            | fine prestito |
| D                | Alessandro Ottina        | Borgomanero        | prestito      |
| D                | Isuf Pici                | Borgomanero        | definitivo    |
| C                | Alessio Acquafresca      | Sassuolo           | fine prestito |
| C                | Normann Anibri           | svincolato         |               |
| C                | Alessandro Mutti         | Bari               | prestito      |
| C                | Marco Scaramozza         | Juventus Domo      | definitivo    |
| A                | Manuel Tommaso Lunardon  | fine carriera      |               |
| A                | Adriano Qosaj            | svincolato         |               |

### Fuori sessione (girone d'andata)
| Acquisti | Acquisti           | Acquisti      | Acquisti   |
| R.       | Nome               | da            | Modalità   |
| -------- | ------------------ | ------------- | ---------- |
| P        | Jacopo Viola       | Reggio Audace | definitivo |
| C        | Gianluca Sampietro | svincolato    |            |
| A        | Alberto Libertazzi | svincolato    |            |

| Cessioni | Cessioni          | Cessioni   | Cessioni |
| R.       | Nome              | a          | Modalità |
| -------- | ----------------- | ---------- | -------- |
| A        | Emanuele Testardi | svincolato |          |

### Sessione invernale
| Acquisti         | Acquisti                | Acquisti  | Acquisti                 |
| R.               | Nome                    | da        | Modalità                 |
| ---------------- | ----------------------- | --------- | ------------------------ |
| D                | Massimiliano Mangraviti | Brescia   | prestito                 |
| C                | Andrea Addiego Mobilio  | Carrarese | definitivo               |
| C                | Michael Venturi         | Carpi     | prestito                 |
| A                | Nicolò Bruschi          | Arezzo    | prestito                 |
| Altre operazioni |                         |           |                          |
| R.               | Nome                    | da        | Modalità                 |
| D                | Mattia Gioria           | Bari      | fine prestito anticipata |

| Cessioni | Cessioni             | Cessioni   | Cessioni   |
| R.       | Nome                 | a          | Modalità   |
| -------- | -------------------- | ---------- | ---------- |
| D        | Jérémy Corinus       | svincolato |            |
| A        | Mattia Rolando Eugio | Arezzo     | definitivo |

## Risultati

### Serie C

#### Girone di andata
| Arbitro: | Di Graci (Como) |

|             |           |                                 |
| Secondo 18’ | Marcatori | 52’ Nizzetto 62’, 76’ Dany Mota |

| Arbitro: | Pascarella (Nocera Inferiore) |

|           |           |                   |
| Kanis 46’ | Marcatori | 70’ Rolando Eugio |

| Arbitro: | Tremolada (Monza) |

|                                             |           |                                       |
| Messias 25’ Rolando Eugio 29’ (45+3), rig.’ | Marcatori | 50’ (80), rig.’ (90) Romero 74’ Sylla |

| Arbitro: | Petrella (Viterbo) |

|                 |           |                              |
| Rovini 17’, 51’ | Marcatori | 56’ Libertazzi 58’ Palazzolo |

| 8 ottobre 2018, ore 20:30 CEST 5ª giornata | Gozzano | – gara annullata per l'esclusione del Pro Piacenza dal torneo. | Pro Piacenza |  |

| Arbitro: | Marotta (Sapri) |

|                            |           |               |
| Rolando Eugio 90+3’ (rig.) | Marcatori | 6’ Sorrentino |

| Arbitro: | Rutella (Enna) |

|              |           |                   |
| Tommasini 5’ | Marcatori | 28’ Rolando Eugio |

| Arbitro: | Camplone (Pescara) |

|  |           |                                    |
|  | Marcatori | 29’ (rig.) De Vitis 85’ M. Marconi |

| Arbitro: | Donda (Cormons) |

|             |           |               |
| Santini 58’ | Marcatori | 12’ Palazzolo |

| Arbitro: | Sozza (Seregno) |

|                                             |           |                  |
| Rolando Eugio 44’ (rig.) Rolfini 57’ (rig.) | Marcatori | 26’ (rig.) Aramu |

| Arbitro: | Pascarella (Nocera Inferiore) |

|              |           |                                               |
| Senesi 90+2’ | Marcatori | 33’ Emiliano 45+1’ (49) Palazzolo 56’ Rolfini |

| Arbitro: | Maggio (Lodi) |

|                |           |  |
| Libertazzi 84’ | Marcatori |  |

| Novara 25 novembre 2018, ore 14:30 CET 13ª giornata | Novara          | 0 – 0 referto | Gozzano | Stadio Silvio Piola (3511 spett.)\| Arbitro: \| Moriconi (Roma) \| |
| Arbitro:                                            | Moriconi (Roma) |               |         |                                                                    |

| Arbitro: | Clerico (Torino) |

|  |           |                |
|  | Marcatori | 43’ Mammarella |

| Arbitro: | Fontani (Siena) |

|                 |           |           |
| Mastroianni 49’ | Marcatori | 57’ Gigli |

| Arbitro: | Cudini (Fermo) |

|            |           |                |
| Petris 50’ | Marcatori | 41’ K. Piscopo |

| Alessandria 16 dicembre 2018, ore 16:30 CET 17ª giornata | Juventus U23   | 0 – 0 referto | Gozzano | Stadio Giuseppe Moccagatta (ca. 250 spett.)\| Arbitro: \| Curti (Milano) \| |
| Arbitro:                                                 | Curti (Milano) |               |         |                                                                             |

| Arbitro: | G. Miele (Nola) |

|  |           |             |
|  | Marcatori | 2’ Serrotti |

| Arbitro: | Repace (Perugia) |

|              |           |                                |
| Ruzzittu 82’ | Marcatori | 33’ (aut.) Busatto 75’ Messias |

#### Girone di ritorno
| Chiavari 30 dicembre 2018, ore 12:30 CET 20ª giornata | Virtus Entella           | 0 – 0 referto | Gozzano | Stadio comunale (1500 spett.)\| Arbitro: \| Pashuku (Albano Laziale) \| |
| Arbitro:                                              | Pashuku (Albano Laziale) |               |         |                                                                         |

| Arbitro: | Carrione (Castellammare di Stabia) |

|                                                        |           |  |
| Tumminelli 23’ Messias 29’ Rolando Eugio 44’ Gigli 47’ | Marcatori |  |

| Arbitro: | Guida (Salerno) |

|                                   |           |                        |
| Corradi 48’ F. Ferrari 76’ (rig.) | Marcatori | 61’ (aut.) Di Molfetta |

| Arbitro: | Panettella (Bari) |

|  |           |         |
|  | Marcatori | 52’ Piu |

| 24ª giornata | Pro Piacenza | 0 – 3 Gara assegnata (0-3) per l'esclusione del Pro Piacenza dal torneo. | Gozzano |  |

| Lucca 10 febbraio 2019, ore 14:30 CET 25ª giornata | Lucchese            | 0 – 0 referto | Gozzano | Stadio Porta Elisa\| Arbitro: \| Maranesi (Ciampino) \| |
| Arbitro:                                           | Maranesi (Ciampino) |               |         |                                                         |

| Arbitro: | Cosso (Reggio Calabria) |

|             |           |            |
| Messias 16’ | Marcatori | 63’ Caponi |

| Arbitro: | Tremolada (Monza) |

|                            |           |  |
| Masucci 31’ Buschiazzo 42’ | Marcatori |  |

| Arbitro: | Monaldi (Macerata) |

|                     |           |               |
| Carletti 27’ (rig.) | Marcatori | 31’ Chiarello |

| Arbitro: | Arace (Lugo di Romagna) |

|             |           |  |
| Gliozzi 27’ | Marcatori |  |

| Arbitro: | Angelucci (Foligno) |

|  |           |             |
|  | Marcatori | 32’ Peralta |

| Arbitro: | Donda (Cormons) |

|           |           |                |
| Nossa 23’ | Marcatori | 43’ Libertazzi |

| Vercelli 23 marzo 2019, ore 14:30 CET 32ª giornata | Gozzano                  | 0 – 0 referto | Novara | Stadio Silvio Piola (ca. 1000 spett.)\| Arbitro: \| Pashuku (Albano Laziale) \| |
| Arbitro:                                           | Pashuku (Albano Laziale) |               |        |                                                                                 |

| Arbitro: | Garofalo (Torre del Greco) |

|           |           |  |
| Berra 24’ | Marcatori |  |

| Arbitro: | Fiero (Prato) |

|  |           |                         |
|  | Marcatori | 15’ Colombo 27’ Le Noci |

| Arbitro: | Marotta (Sapri) |

|                                     |           |                       |
| Maccarone 30’ (rig.) Caccavallo 39’ | Marcatori | 20’ (rig.) Libertazzi |

| Arbitro: | Collu (Cagliari) |

|                |           |                            |
| Bruzzaniti 68’ | Marcatori | 28’ Zanimacchia 44’ Bunino |

| Arbitro: | Perenzoni (Rovereto) |

|                         |           |  |
| Borghini 49’ Buglio 84’ | Marcatori |  |

| Arbitro: | Kumara (Verona) |

|               |           |                                 |
| Palazzolo 16’ | Marcatori | 28’ La Rosa 62’ Baldan 71’ Diop |

### Coppa Italia Serie C

#### Fase a gironi

##### Classifica gruppo B
| Squadra    | P.ti | G | V | N | P | GF | GS | DR |
| ---------- | ---- | - | - | - | - | -- | -- | -- |
| Gozzano    | 2    | 2 | 0 | 2 | 0 | 3  | 3  | 0  |
| Pro Patria | 2    | 2 | 0 | 2 | 0 | 3  | 3  | 0  |

##### Incontri
| Arbitro: | Repace (Perugia) |

|                                    |           |                               |
| Santana 29’ (rig.) Mastroianni 81’ | Marcatori | 6’ (rig.) Rolfini 36’ Messias |

| Arbitro: | Collu (Cagliari) |

|             |           |          |
| Rolfini 65’ | Marcatori | 59’ Mora |

#### Sedicesimi di finale
| Arbitro: | Ricci (Firenze) |

|                                                                        |                      |                                                                   |
| Doninelli Simonetti Frabotta Pattarello Venitucci Guglielmotti Pennati | Tiri di rigore 5 – 6 | Romeo Carletti Emiliano Mané Rolando Eugio Salvestroni Tumminelli |

#### Ottavi di finale
| Arbitro: | Palermo (Bari) |

|             |           |  |
| Rolfini 34’ | Marcatori |  |

#### Quarti di finale
| Arbitro: | Colombo (Como) |

|                          |           |  |
| Curcio 7’ Giacomelli 73’ | Marcatori |  |

## Statistiche

### Statistiche di squadra
| Competizione         | Punti | In casa | In casa | In casa | In casa | In casa | In casa | In trasferta | In trasferta | In trasferta | In trasferta | In trasferta | In trasferta | Totale | Totale | Totale | Totale | Totale | Totale | DR  |
| Competizione         | Punti | G       | V       | N       | P       | Gf      | Gs      | G            | V            | N            | P            | Gf           | Gs           | G      | V      | N      | P      | Gf     | Gs     | DR  |
| -------------------- | ----- | ------- | ------- | ------- | ------- | ------- | ------- | ------------ | ------------ | ------------ | ------------ | ------------ | ------------ | ------ | ------ | ------ | ------ | ------ | ------ | --- |
| Serie C              | 33    | 18      | 3       | 5       | 10      | 17      | 25      | 19           | 3            | 10           | 6            | 18           | 19           | 37     | 6      | 15     | 16     | 35     | 44     | -9  |
| Coppa Italia Serie C | -     | 2       | 1       | 1       | 0       | 2       | 1       | 3            | 1            | 1            | 1            | 2            | 4            | 5      | 2      | 2      | 1      | 4      | 5      | -1  |
| Totale               | -     | 20      | 4       | 6       | 10      | 19      | 26      | 22           | 4            | 11           | 7            | 20           | 23           | 42     | 8      | 17     | 17     | 39     | 49     | -10 |

### Andamento in campionato
| Giornata  | 1  | 2  | 3  | 4  | 5  | 6  | 7  | 8  | 9  | 10 | 11 | 12 | 13 | 14 | 15 | 16 | 17 | 18 | 19 | 20 | 21 | 22 | 23 | 24 | 25 | 26 | 27 | 28 | 29 | 30 | 31 | 32 | 33 | 34 | 35 | 36 | 37 | 38 |
| --------- | -- | -- | -- | -- | -- | -- | -- | -- | -- | -- | -- | -- | -- | -- | -- | -- | -- | -- | -- | -- | -- | -- | -- | -- | -- | -- | -- | -- | -- | -- | -- | -- | -- | -- | -- | -- | -- | -- |
| Luogo     | C  | T  | C  | T  | C  | C  | T  | C  | T  | C  | T  | C  | T  | C  | T  | C  | T  | C  | T  | T  | C  | T  | C  | T  | T  | C  | T  | C  | T  | C  | T  | C  | T  | C  | T  | C  | T  | C  |
| Risultato | P  | N  | P  | N  | ❌ | N  | N  | P  | N  | V  | V  | V  | N  | P  | N  | N  | N  | P  | V  | N  | V  | P  | P  | V  | N  | N  | P  | N  | P  | P  | N  | N  | P  | P  | P  | P  | P  | P  |
| Posizione | 15 | 13 | 15 | 15 | 15 | 16 | 15 | 15 | 15 | 14 | 10 | 8  | 9  | 10 | 10 | 11 | 11 | 11 | 11 | 11 | 11 | 12 | 12 | 11 | 11 | 11 | 11 | 11 | 12 | 13 | 12 | 14 | 14 | 14 | 15 | 15 | 16 | 16 |

Legenda:

Luogo: C = Casa; T = Trasferta. Risultato: V = Vittoria; N = Pareggio; P = Sconfitta.
La partita d'andata contro il Pro Piacenza (5ª giornata) viene invalidata, quella di ritorno (24ª giornata) è dichiarata vinta 3-0 a tavolino.

### Statistiche dei giocatori
Sono in corsivo i calciatori che hanno lasciato la società a stagione in corso.
| Giocatore        | Serie C  | Serie C | Serie C     | Serie C    | Coppa Italia Serie C | Coppa Italia Serie C | Coppa Italia Serie C | Coppa Italia Serie C | Totale   | Totale | Totale      | Totale     |
| Giocatore        | Presenze | Reti    | Ammonizioni | Espulsioni | Presenze             | Reti                 | Ammonizioni          | Espulsioni           | Presenze | Reti   | Ammonizioni | Espulsioni |
| ---------------- | -------- | ------- | ----------- | ---------- | -------------------- | -------------------- | -------------------- | -------------------- | -------- | ------ | ----------- | ---------- |
| D. Acunzo        | 1        | 0       | 0           | 0          | 1                    | 0                    | 0                    | 0                    | 2        | 0      | 0           | 0          |
| L. Antonioli     | 0        | 0       | 0           | 0          | 0                    | 0                    | 0                    | 0                    | 0        | 0      | 0           | 0          |
| F. Bini          | 17       | 0       | 3           | 0          | 3                    | 0                    | 0                    | 0                    | 20       | 0      | 3           | 0          |
| R. Brugnoni      | 0        | 0       | 0           | 0          | 0                    | 0                    | 0                    | 0                    | 0        | 0      | 0           | 0          |
| N. Bruschi       | 9        | 0       | 0           | 0          | 2                    | 0                    | 0                    | 0                    | 11       | 0      | 0           | 0          |
| G. Bruzzaniti    | 7        | 1       | 0           | 0          | 1                    | 0                    | 0                    | 0                    | 8        | 1      | 0           | 0          |
| C. Carletti      | 21       | 1       | 1           | 0          | 2                    | 0                    | 0                    | 0                    | 23       | 1      | 1           | 0          |
| A. Casadei       | 31       | -37     | 4           | 0          | 4                    | -4                   | 1                    | 0                    | 35       | -41    | 5           | 0          |
| J. Corinus       | 0        | 0       | 0           | 0          | 0                    | 0                    | 0                    | 0                    | 0        | 0      | 0           | 0          |
| S. Emiliano      | 32       | 1       | 6           | 0          | 5                    | 0                    | 1                    | 0                    | 37       | 1      | 7           | 0          |
| J. L. Evan's     | 28       | 0       | 8           | 1          | 4                    | 0                    | 0                    | 0                    | 32       | 0      | 8           | 1          |
| R. Gemelli       | 26       | 0       | 7           | 0          | 3                    | 0                    | 1                    | 0                    | 29       | 0      | 8           | 0          |
| A. Gigli         | 27       | 2       | 6           | 0          | 3                    | 0                    | 0                    | 0                    | 30       | 2      | 6           | 0          |
| V. Gilli         | 2        | -2      | 0           | 0          | 0                    | 0                    | 0                    | 0                    | 2        | -2     | 0           | 0          |
| M. Gioria        | 0        | 0       | 0           | 0          | 0                    | 0                    | 0                    | 0                    | 0        | 0      | 0           | 0          |
| G. Graziano      | 29       | 0       | 4           | 0          | 4                    | 0                    | 1                    | 0                    | 33       | 0      | 5           | 0          |
| L. Grossi        | 12       | 0       | 2           | 0          | 1                    | 0                    | 0                    | 0                    | 13       | 0      | 2           | 0          |
| R. Guitto        | 5        | 0       | 1           | 0          | 1                    | 0                    | 0                    | 0                    | 6        | 0      | 1           | 0          |
| A. Libertazzi    | 24       | 4       | 2           | 0          | 2                    | 0                    | 0                    | 0                    | 26       | 4      | 2           | 0          |
| M. B. Mané       | 17       | 0       | 4           | 0          | 2                    | 0                    | 1                    | 0                    | 19       | 0      | 5           | 0          |
| M. Mangraviti    | 13       | 0       | 3           | 0          | 1                    | 0                    | 0                    | 0                    | 14       | 0      | 3           | 0          |
| J. W. Messias    | 31       | 4       | 2           | 0          | 3                    | 1                    | 0                    | 0                    | 34       | 5      | 2           | 0          |
| A. A. Mobilio    | 1        | 0       | 0           | 0          | 1                    | 0                    | 0                    | 0                    | 2        | 0      | 0           | 0          |
| N. Palazzolo     | 32       | 5       | 3           | 0          | 1                    | 0                    | 0                    | 0                    | 33       | 5      | 3           | 0          |
| J. Petris        | 20       | 1       | 2           | 1          | 2                    | 0                    | 0                    | 0                    | 22       | 1      | 2           | 1          |
| F. Rizzo         | 12       | 0       | 0           | 0          | 3                    | 0                    | 0                    | 0                    | 15       | 0      | 0           | 0          |
| M. Rolando Eugio | 20       | 7       | 2           | 0          | 3                    | 0                    | 0                    | 0                    | 23       | 7      | 2           | 0          |
| A. Rolfini       | 30       | 2       | 3           | 0          | 5                    | 3                    | 1                    | 0                    | 35       | 5      | 4           | 0          |
| P. Romeo         | 4        | 0       | 0           | 0          | 2                    | 0                    | 0                    | 0                    | 6        | 0      | 0           | 0          |
| A. Salvestroni   | 3        | 0       | 0           | 0          | 1                    | 0                    | 1                    | 0                    | 4        | 0      | 1           | 0          |
| G. Sampietro     | 5        | 0       | 0           | 0          | 1                    | 0                    | 0                    | 0                    | 6        | 0      | 0           | 0          |
| R. Secondo       | 23       | 1       | 3           | 0          | 5                    | 0                    | 2                    | 0                    | 28       | 1      | 5           | 0          |
| E. Testardi      | 1        | 0       | 0           | 0          | 2                    | 0                    | 0                    | 0                    | 3        | 0      | 0           | 0          |
| N. Tordini       | 15       | 0       | 4           | 0          | 4                    | 0                    | 0                    | 0                    | 19       | 0      | 4           | 0          |
| M. Tumminelli    | 28       | 1       | 4           | 0          | 4                    | 0                    | 1                    | 0                    | 32       | 1      | 5           | 0          |
| M. Venturi       | 0        | 0       | 0           | 0          | 0                    | 0                    | 0                    | 0                    | 0        | 0      | 0           | 0          |
| J. Viola         | 2        | -3      | 0           | 0          | 1                    | 0                    | 0                    | 0                    | 3        | -3     | 0           | 0          |

## Giovanili
Il settore giovanile è gestito in collaborazione con l'Associazione Sportiva Dilettantistica 1924 Suno F.C.D. per quanto concerne l'attività agonistica e con l'Associazione Sportiva Dilettantistica Gargallo per le attività di base.

### Organigramma

#### Attività agonistica
Gerenza
- Responsabile tecnico: Orano Rolfo
- Coordinatore attività: Gianluca Minniti
- Responsabile amministrativo: Guglielmo Cirillo
- Segretario: Pasquale Di Nuzzo[66]
- Responsabile scouting: Francesco Musumeci[24]
- Delegato scouting: Mario Bitonti

Staff tecnico Berretti
- Allenatore: Luca Porcu
- Preparatore atletico: Marco Del Re
- Preparatore portieri: Matteo Donetti
- Dirigente accompagnatore: Stefano Rea
- Dirigente: Antonio Lombardi

Staff tecnico under-17
- Allenatore: Matteo Battilana
- Dirigenti accompagnatori: Massimo Canziani, Fausto Gaspani

Staff tecnico under-16
- Allenatore: Filippo Ombergozzi
- Dirigenti accompagnatori: Daniela Modesti, Leonardo Cannataro

Staff tecnico under-15
- Allenatore: Massimiliano Schettino
- Dirigenti accompagnatori: Cristina Morandi, Andrea Santi

Staff tecnico under-14
- Allenatore: Gianni Amorosi
- Dirigente accompagnatore: Guglielmo Antonio Cirillo
- Dirigenti: Davide Rezzaro, Piero Cranna

Staff tecnico in comune
- Fisioterapista: Fabio Campanella
- Preparatore portieri: Carlo Amadi

#### Attività di base
Staff tecnico Esordienti 2006
- Allenatore: Maurizio Martelli
- Dirigenti: Lorenzo Ruga, Cristian Neri

Staff tecnico Esordienti 2007
- Allenatore: Fabio Crobu
- Dirigente: Carlo Marra

Staff tecnico Pulcini 2008
- Allenatore: Davide Pezzimenti
- Dirigenti: Marco Lunardi, Michele Maceri, Mauro Torti

Staff tecnico Pulcini 2009
- Allenatore: Marco Piantanida
- Dirigenti: Roberta Teruggi, Fabio Fruggeri

Staff tecnico Primi Calci 2010
- Allenatore: Stefano Bacchetta
- Dirigente: Diego Lacchini

Staff tecnico Primi Calci 2011
- Allenatore: Fabrizio Ruga
- Dirigenti: Fabio Abbate, Oscar Bagnati

### Piazzamenti
- 13º nel girone A del campionato Berretti
- 12º nel girone A del campionato Nazionale Under-17 di Serie C[67]
- 9º nel girone A del campionato Nazionale Under-16 di Serie C[68]
- 11º nel girone A del campionato Nazionale Under-15 di Serie C[69]
- 10º nel girone A del campionato Under-14 tra squadre professionistiche piemontesi e liguri[70]